# Ивета Радичова
Проф. др Ивета Радичова (слч. Iveta Radičová; 7. децембар 1956. Братислава) је словачки социолог и политичарка и бивша председница владе Републике Словачке.

## Лични живот
Радичова је рођена у словачко-пољској породици у Братислави 7. децембра 1956. Она има једну кћерку и удовица је Стана Радића, познатог словачког комичара и глумца који је преминуо 2005. године. Са кћерком Евом живи у Новој Дјединки у округу Сењец. Од 2009. године је живела са партнером Јаном Рапошом.
Поред свог матерњег словачког, Радичова говори енглески и руски језик и има добро знање немачког и пољског.

## Политичка каријера
У јуну 2010. била је изабрана као посланик за Народно веће Словачке републике за странку Словачке демократске уније-Демократска странка. Од 2005—2006. године била је министар рада, социјалних питања и породице у другој влади Микулаша Дзуринде. На председничким изборима 2009. године је поражена у другом кругу од стране Ивана Гашпаровича.
На парламентарним изборима 2010. године је кандидаткиња друге најјаче партије у Словачкој СДХУ-ДС за место председника владе. После парламентарних избора одржаних 8. јула, изабрана је у скупштини за премијерку Словачке, као прва жена на овој функцији.